# Johann Bacmeister, o Velho
Johann Bacmeister, o Velho (Rostock, 14 de Dezembro de 1563 — Rostock, 5 de Dezembro de 1631) foi professor de Medicina e reitor alemão. Era filho de Lucas Bacmeister, o Velho (1530-1608) e Johanna bording (1544-1584), filha do médico dinamarques Jacob Bording (1511-1560). Devido à sua precocidade frequentou desde cedo a escola do príncipe de Meißen, o atual Colégio Estadual de Santa Afra, na Saxônia. Posteriormente teve como professor Levinus Battus (1545–1591) na Universidade de Rostock.
Estudou mais tarde em Copenhagen e depois medicina e filosofia. Em 1593, foi nomeado professor de medicina, sucedendo a seu antigo professor, sendo também nomeado médico particular de Ulrich, Duque de Mecklenburg-Güstrow (1527–1603). Em 5 de agosto de 1594 recebeu seu diploma de Doutorado, sendo nomeado professor da cátedra de  Medicina, cargo que manteve até sua aposentadoria, entre 1617 e 1629.   Foi também, por seis vezes, eleito reitor da universidade, além de também ter sido homenageado com o título de "Senhor da Universidade". Uma placa comemorativa criada por Peter Lauremberg (1585–1639) permanece na área do campus universitário.
Johann Bacmeister foi casado em primeiras núpcias com Christine Sasse (1572-1614), irmã de Peter Sasse, o velho (1571-1641), professor de lógica da Universidade de Rostock, com quem ele teve nove filhos. Com a morte de sua esposa, casou em segundas núpcias com Anna Cossen. Com a morte desta, casou em terceiras núpcias com Magdalena Lafrenz (1587-1653). Uma de suas filhas casou com Michael Lavrentz (1597–1666), vereador em Rostock. Sua filha Elisabeth casou com o jurista Theodor Varmeier.

## Obras
- Praeside ... Wilhelmo Laurenbergio Philosophiae & artis Medicae Doctore ... Propositiones sequentes De Melancholia / Pro Licentia sumendi Doctorum Medicinae insignia. Defendere conabuntur. M. Ioannes Bacmeisterus Rostochiensis. Henricus Pauli Rostochiensis. Fiet Disputatio .., Rostock 1593, (Dissertation)
- De ictericia / Johannes Bacmeister [Praeses]; Mauricius Heine [Resp], Rostock, 1602
- De hydrope / Johannes Bacmeister [Praeses]; Christianus à Lengerken [Resp.], Rostock, 1623
- De peste / Johannes Bacmeister [Praeses]. Albertus Kirchovius [Resp.], Rostock 1623